# 1930年香港潔淨局選舉
1930年香港潔淨局選舉原定在12月8日舉行，選出潔淨局一名非官守議員。羅伯托·亞歷山大·德·塞納·費爾南德斯·德·卡斯特羅·巴斯托博士在無競爭下當選，接替同為葡萄牙籍的布力架。